# Rossino Mantovano
Rossino Mantovano, actif dans les années 1505-1511, est un compositeur et chanteur italien de la Renaissance.

## Biographie
La vie de Rossino Mantovano est très peu documentée. Chanteur, il est embauché par la Cathédrale San Pietro de Mantoue en 1509 en tant que contralto ; il est nommé chef de chant (maestro di canto) en 1510 et licencié en 1511 de même que tous les choristes.

## Œuvre
De son œuvre, cinq frottole, publiées par Ottaviano Petrucci dans ses anthologies de frottole, nous sont parvenues.